# 喜子内親王
喜子内親王（きし（よしこ）ないしんのう、生薨年不詳）は、平安時代末期の皇族。第73代堀河天皇の皇女で、母は不詳。伊勢斎宮。

## 経歴
仁平元年（1151年）3月内親王宣下を受け、妍子内親王（鳥羽天皇皇女）と交代する形で、甥近衛天皇の斎宮に卜定された。同年9月19日、初斎院（一本御書所）に入る。同2年（1152年）9月30日、野宮入り。同3年（1153年）9月21日、伊勢へ群行（長奉送使は権中納言藤原忠基）。久寿2年（1155年）7月23日、近衛天皇崩御のため退下。嘉応2年（1170年）頃までの存命は確認されるが、その後の消息は不明。